# اوله شاندروک
اوله شاندروک (اوکراینی: Олег Шандрук؛ زادهٔ ۳۰ ژانویهٔ ۱۹۸۳) بازیکن فوتبال اهل اوکراین است.
از باشگاه‌هایی که در آن بازی کرده‌است می‌توان به باشگاه فوتبال شاختار دونتسک، باشگاه فوتبال آرسنال کی‌یف، و باشگاه فوتبال چورنومورتس اودسا اشاره کرد.